# La Cau (mas a Sant Joan les Fonts)
La Cau és un mas al vessant sud-oest del Puig de la Cau al terme de Sant Joan les Fonts (la Garrotxa). Està format per dos cossos de plantes rectangulars i teulats a dues aigües. Possiblement el cos que mira a la façana de migdia era residència del propietari. Disposa de baixos pels animals, planta i pis. Els interiors amenacen ruïna. La façana, realitzada amb carreus ben tallats, va ser emblanquinada durant els anys 1930. El mas la Cau o Ça Calm es troba deshabitat des de fa molts anys i el seu estat general és molt deficient; es conserva l'estructura exterior malgrat que els interiors ja comencen a cedir; la pallissa ubicada davant del mas, al costat de l'era és ja una ruïna. Arquitectònicament cal remarcar la porta principal de l'edifici realitzada amb boniques dovelles. La central porta la següent inscripció "I S / E S T E V A / C A U M E / 1 7 1 9".

## Història
El mas de la Cau va tributar a l'almoiner de Santa Maria de Ripoll, al priorat de Sant Joan les Fonts, al monestir de Sant Pere de Camprodon, i al benefici de Sant Pere de l'església parroquial de Sant Esteve d'Olot. El fundador del mas fou Guillem Pere, qui la va bastir en una de les dues trilles pròximes al mas Trull de Ça Calm, que li cedí Arnau de Trull de Ca Calm l'any 1244. El varen succeir Castelló (1246), Pere (1283), Guillem Pere (1289); aquest darrer va ser "batlle del sac" per l'almoiner Ponç de Santa Maria de Ripoll, en la parròquia de Sant Joan les Fonts.
El 7 de juny de 1412, Sibília Calm ven el domini útil del mas a un tal Joan; la nova família, com de costum, va prendre el nom de la casa. El hereus de la nova família, datats fins a l'any 1729, són: Joan, fill o net del comprador del mas (1497), Pere (1528-1548), Esteve (1551-1598), Joan (1598-1620), Esteve (1620-1663), Pere (1663-1700) i Esteve (1700-1729).
Per un precari o nou establiment firmat per l'almoiner de Santa Maria de Ripoll a favor d'Esteve Caum, data el 20 de gener de 1663, es pot comprovar que els casals dels masos Aulines i Trull de Ça Calm restaven destruïts i deshabitats amb les seves terres, honors i possessions, units i agregats al mas Ça Calm, posseint llurs senyors útils en lliure i franc alou, l'antiga borda de Sanguineda, aleshores anomenada Sangoyeda, encara habitada, a la parròquia de Castellar de la Muntanya.